# 121 South African Infantry Battalion
Le 121 South African Infantry Battalion, littéralement le « 121e Bataillon d'infanterie sud-africain », est une unité d'infanterie motorisée de l'Armée de terre sud-africaine. Il a été créé le 23 avril 1979.

## Annexe